# Cátia Palhinha
Cátia Palhinha (Portimão, 15 de janeiro de 1989) é uma cantora e reality-star portuguesa.
Ela é conhecida por ter aparecido nos reality shows Secret Story - Casa dos Segredos (TVI), Big Brother VIP (TVI) e O Poder do Amor (SIC).
Em 2014, lançou um álbum intitulado "Ruídos da Noite". Em 2020, o álbum foi relançado nas plataformas digitais com o título "Rapaz da Bilha" (um dos temas presentes na versão original do álbum, também presente no versão homónima do LP).

## Televisão
| Ano         | Projeto                                                     | Nota                    | Canal |
| ----------- | ----------------------------------------------------------- | ----------------------- | ----- |
| 2011        | Secret Story - Casa dos Segredos (2.ª edição)               | Concorrente (2.º lugar) | TVI   |
| 2012 - 2013 | Não Há Bela Sem João                                        | Guia Turística          | TVI   |
| 2013        | Secret Story - Casa dos Segredos: Desafio final (1ª edição) | Concorrente (Vencedora) | TVI   |
| 2013        | Big Brother VIP                                             | Concorrente (9.º lugar) | TVI   |
| 2014        | O Poder do Amor                                             | Concorrente (2.° lugar) | SIC   |
| 2015        | Secret Story - Casa dos Segredos: Desafio final (3ª edição) | Concorrente (6.º lugar) | TVI   |
| 2022        | Somos Portugal                                              | Repórter Convidada      | TVI   |

## Discografia
- Ruídos da Noite (2014)[10][11]